# Уходи, проклятый
Уходи, проклятый! (араб. اخرج منها يا ملعون‎) — роман бывшего президента Ирака Саддама Хусейна, который он написал в тюрьме в 2003 году. Роман написан в стиле древнего иракского сказания и символизирует борьбу народа против оккупации.
Роман «Уходи, проклятый!» был впервые издан в Японии в 2006 году под названием «Танец дьявола».
Считается, что роман «Уходи, проклятый!» был написан перед американским вторжением в Ирак в 2003 году. Рукопись романа вывезла одна из дочерей Саддама Хусейна Рагад в Иорданию и передала её японскому журналисту Ицуко Хирата.
Основные герои романа — Ибрахим (Авраам) и три его сына Хаскил (Иезекииль), Юсуф (Иосиф) и Махмуд. Хаскил, олицетворяющий иудаизм, попадает в сети дьявола.
Шайтан, живший обычно в старых домах, переселяется в наше время в средства информации и на телевизионные экраны. Шайтана можно обнаружить в цветных линзах, которые женщины вставляют в глаза, в двигателях самолетов и в иностранной агрессии. Иногда дьявол вселяется в человеческие души, и тогда бьют палками по земле, где стоит несчастный, крича: «Уходи, проклятый!» .Саддам Хусейн